# Воля-Яхова
Воля-Яхова (пол. Wola Jachowa) — село в Польщі, у гміні Ґурно Келецького повіту Свентокшиського воєводства.
Населення — 1435 осіб (2011).
У 1975-1998 роках село належало до Келецького воєводства.

## Демографія
Демографічна структура на день 31 березня 2011 року:
|          | Загалом | Допрацездатний вік | Працездатний вік | Постпрацездатний вік |
| -------- | ------- | ------------------ | ---------------- | -------------------- |
| Чоловіки | 730     | 189                | 490              | 51                   |
| Жінки    | 705     | 163                | 446              | 96                   |
| Разом    | 1435    | 352                | 936              | 147                  |